# Geografia Madagascarului
Madagascar este o mare insulă în Oceanul Indian în largul coastei estice a sudului Africii, la est de Mozambic. Are o suprafață totală de 587.040 kilometri pătrați (226.660 mi2) cu 581.540 kilometri pătrați (224.530 mi2) de teren și 5.500 kilometri pătrați (2.100 mi2) de apă. Madagascar este a patra insulă ca mărime și a 2-a cea mai mare țare insulară din lume. Cel mai înalt punct este Maromokotro, în regiunea Masivului Tsaratanana din nordul insulei, la 2.876 metri (9.436 ft). Reședința sa este în Antananarivo în Highlands Central în apropiere de centrul insulei. Are a 25-a cea mai mare Zonă Economică Exclusivă de 1.225.259 km2 (473.075 mi2). Madagascar se află la 400 de kilometri (250 de mile) est de Africa continentală.

## Regiuni geografice
Madagascarul poate fi împărțit în cinci regiuni geografice generale: coasta de est, Masivul Tsaratanana, Munții Centrali, coasta de vest și sud-vestul. Cele mai mari altitudini sunt paralele cu coasta de est. Dimensiunea totală este 587.040 kilometri pătrați (226.660 mi2), ceea ce îl face a doua țară insulară ca mărime din lume.

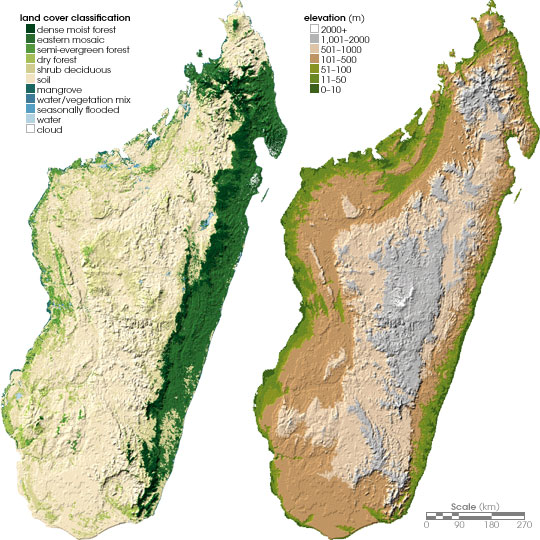
Hărți cu acoperirea terenurilor (stânga) și topografice (dreapta) ale Madagascarului

### Coasta de est
Coasta de est este formată dintr-o bandă îngustă de câmpii de aproximativ cincizeci de kilometri lățime, formată din sedimentarea solurilor aluvionare, și o zonă intermediară compusă din blufuri abrupte alternând cu ravene care se învecinează cu o escarpmentă de aproximativ 500 metri (1.640 ft) în altitudine, care oferă acces la Highlands Central. Regiunea de coastă aproximativ de la nord de Baie d'Antongil, cea mai proeminentă caracteristică de pe Peninsula Masoala, la nord-ul îndepărtat al insulei. Linia de coastă este dreaptă, cu excepția unui golf, oferind mai puțin în calea porturilor naturale decât coasta de vest.
Canalul des Pangalanes, o lagună lungă de 800-kilometru (497 mi) formată în mod natural prin spălarea nisipului de pe insulă de curenții Oceanului Indian și de aluviunile râurilor, este o caracteristică a coastei; care a fost folosită atât ca mijloc de transport în sus și în jos pe coastă, cât și ca zonă de pescuit. Plaja se înclină abrupt în apa adâncă. Coasta de est este considerată periculoasă pentru înotători și marinari din cauza numărului mare de rechini care frecventează țărmul.

### Masivul Tsaratanana
Regiunea Masivului Tsaratanana din capătul nordic al insulei conține, la 2.880 metri (9.449 ft), cel mai înalt punct de pe insulă. Mai la nord este Montagne d'Ambre (Ambohitra), care este de origine vulcanică. Linia de coastă este adânc indentată; două caracteristici proeminente sunt portul natural de la Antsiranana (Diego Suárez), la sud de Cap d'Ambre (Tanjon' i Bobaomby) și insula mare Nosy Be la vest. Topografia muntoasă a Masivului Tsaratanana limitează potențialul portului de la Antsiranana prin împiedicarea fluxului de trafic din alte părți ale insulei.

### Zonele Muntoase  Centrale

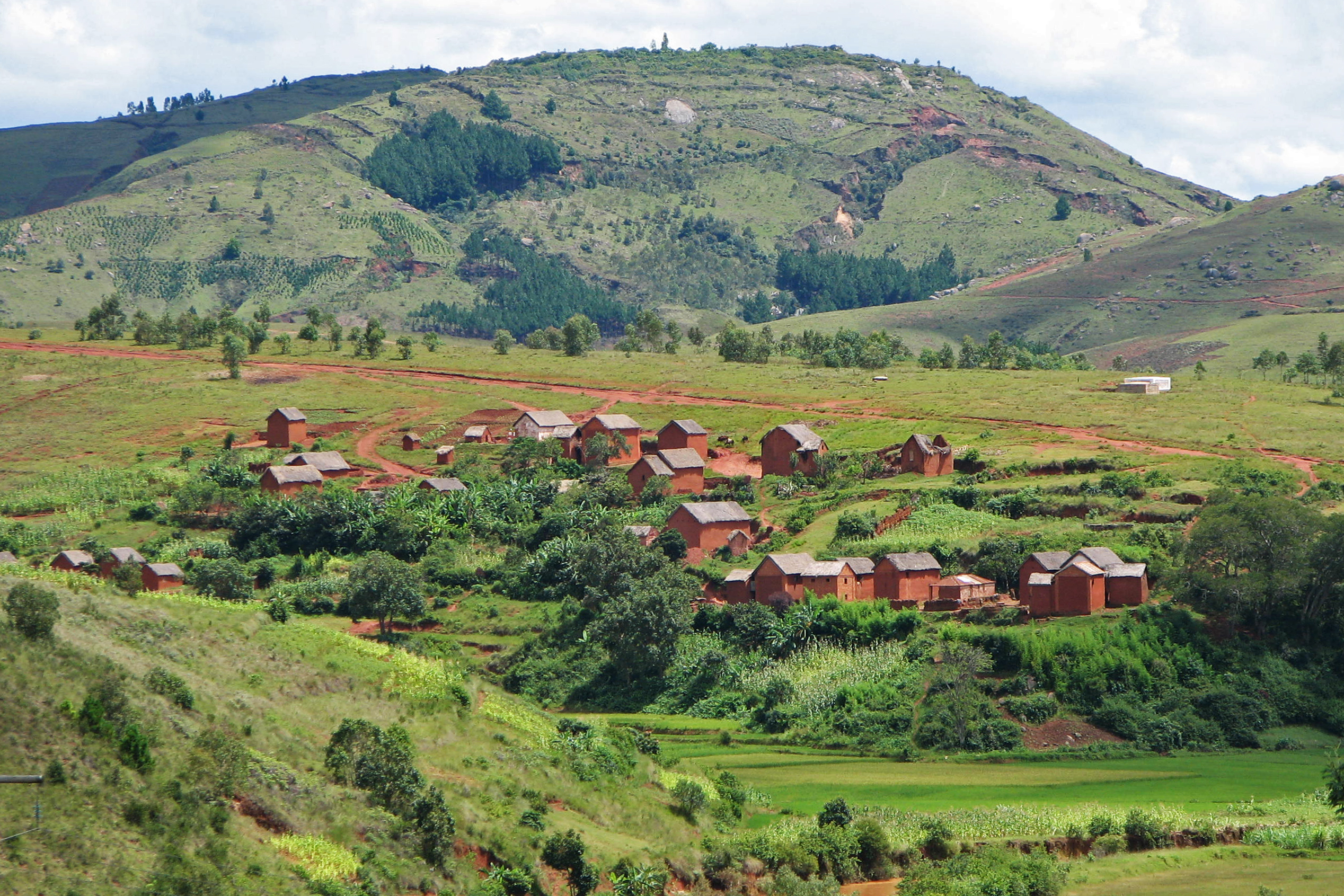
Sat în Zonele Muntoase Centrale

Zonele Muntoase Centrale, care variază de la 800 la 1.800 m (2.625 la 5.906 ft) în altitudine, conțin o mare varietate de topografii: dealuri rotunjite și erodate, averse masive de granit, vulcani dispăruți, peneplaine erodate și câmpii și mlaștini aluvionare, care au fost transformate în câmpuri de orez irigate. Zonele muntoase centrale se extind de la Masivul Tsaratanana în nord până la Masivul Ivakoany în sud. Ele sunt definite destul de clar de escarpmente de-a lungul coastei de est, și se înclină ușor spre coasta de vest. Zonele muntoase centrale includ Anjafy High Plateaux; formațiunile vulcanice din Itasy (Lacul Itasy se află într-un crater vulcanic) și Masivul Ankaratra, atingând o înălțime de 2.643 m (8.671 ft). Masivul Isalo Roiniforme se află între zonele muntoase centrale și coasta de vest.
Antananarivo, capitala națională, este situată în partea de nord a Munților Centrali la 1.276 m (4.186 ft) deasupra nivelului mării. O caracteristică proeminentă a Zonele muntoaae centrale este un defileu care rulează de la nord la sud, situat la est de Antananarivo și include Lacul Alaotra, cel mai mare luciu de apă de pe insulă. Lacul este situat la 761 m (2.497 ft) deasupra nivelului mării și este mărginit de două stânci, ridicându-se la 701 m (2.300 ft) la vest și la 488 m (1.601 ft) est, care formează pereții unei văi. Această regiune a cunoscut o tasare geologică, iar cutremurele de pământ sunt frecvente.

### Coasta de vest
Coasta de vest, compusă din formațiuni sedimentare, este mai indentată decât coasta de est, oferind astfel o serie de porturi adăpostite de cicloane, cum ar fi portul de la Mahajanga. Golfurile adânci și porturile bine protejate au atras exploratori, comercianți și pirați din Europa, Africa și Orientul Mijlociu din cele mai vechi timpuri; astfel, zona a servit ca o punte importantă între Madagascar și lumea exterioară. Aluviunile porturilor de pe această coastă, cauzate de sedimentele provenite de la nivelurile ridicate de eroziune suferite în interiorul Madagascarului, reprezintă o problemă majoră. Câmpiile aluvionare largi găsite pe coasta dintre Mahajanga și Toliara, despre care se crede că au un mare potențial agricol, sunt slab locuite, în multe locuri acoperite cu mlaștini de mangrovele din Madagascar, și rămân în mare parte neexplorate, deși fac obiectul activității minerale și de prospectare a hidrocarburilor. Câmpurile petroliere uriașe din Tsimiroro (petrol greu) și Bemolanga (petrol ultra greu) se află spre vestul insulei.

### Sud-vest
Sud-vestul este mărginit la est de Masivul Ivakoany, iar la nord cu Masivul Isala Roiniforme. Acesta include două regiuni de-a lungul coastei de sud, Podișul Mahafaly și regiunea deșertică ocupată de oamenii Antandroy.

## Râuri și lacuri
Râurile Mananara și Mangoro curg din Zonele Muntoase Centrale spre coasta de est, la fel ca și Maningory, care curge din Lacul Alaotra. Alte râuri care se varsă spre est în Oceanul Indian includ Bemarivo, Ivondro, și Mananjary. Aceste râuri tind să fie scurte, deoarece bazinul hidrografic este situat aproape de coasta de est. Datorită cotelor abrupte, ele curg rapid, adesea peste cascade spectaculoase.
Râurile care curg spre coasta de vest se varsă în Strâmtoarea Mozambic și tind să fie mai lungi și au un gradient mai mic. Principalele râuri de pe coasta de vest sunt Sambirano, râul  Mahajamba, râul  Betsiboka (o parte din Mahajanga este situat la gura de vărsare), Mania, Mahavavy de Nord și de Sud, Mangoky, și Onilahy. Ikopa este un curs de apă, afluent al Betsiboka. Onilahia, situat în cea mai uscată parte a insulei, se usucă ocazional în timpul secetei. 
Printr lacurile importante, în afară de Alaotra, mai sunt Lacul Kinkony în nord-vest, Lacul Itasy în centru și Lacul Ihotry în sud-vest.

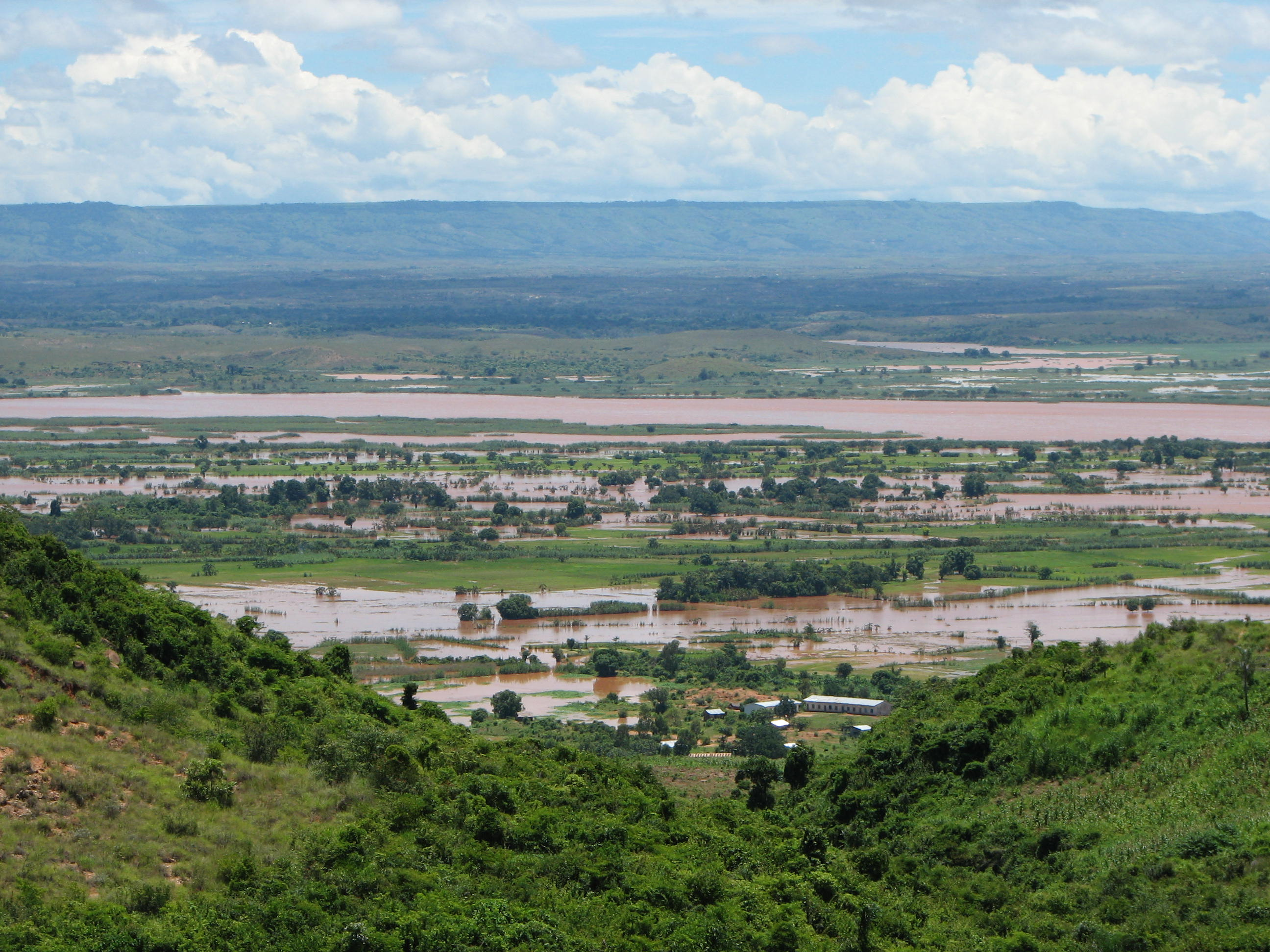
Râul Majahilo la Miandrivazo
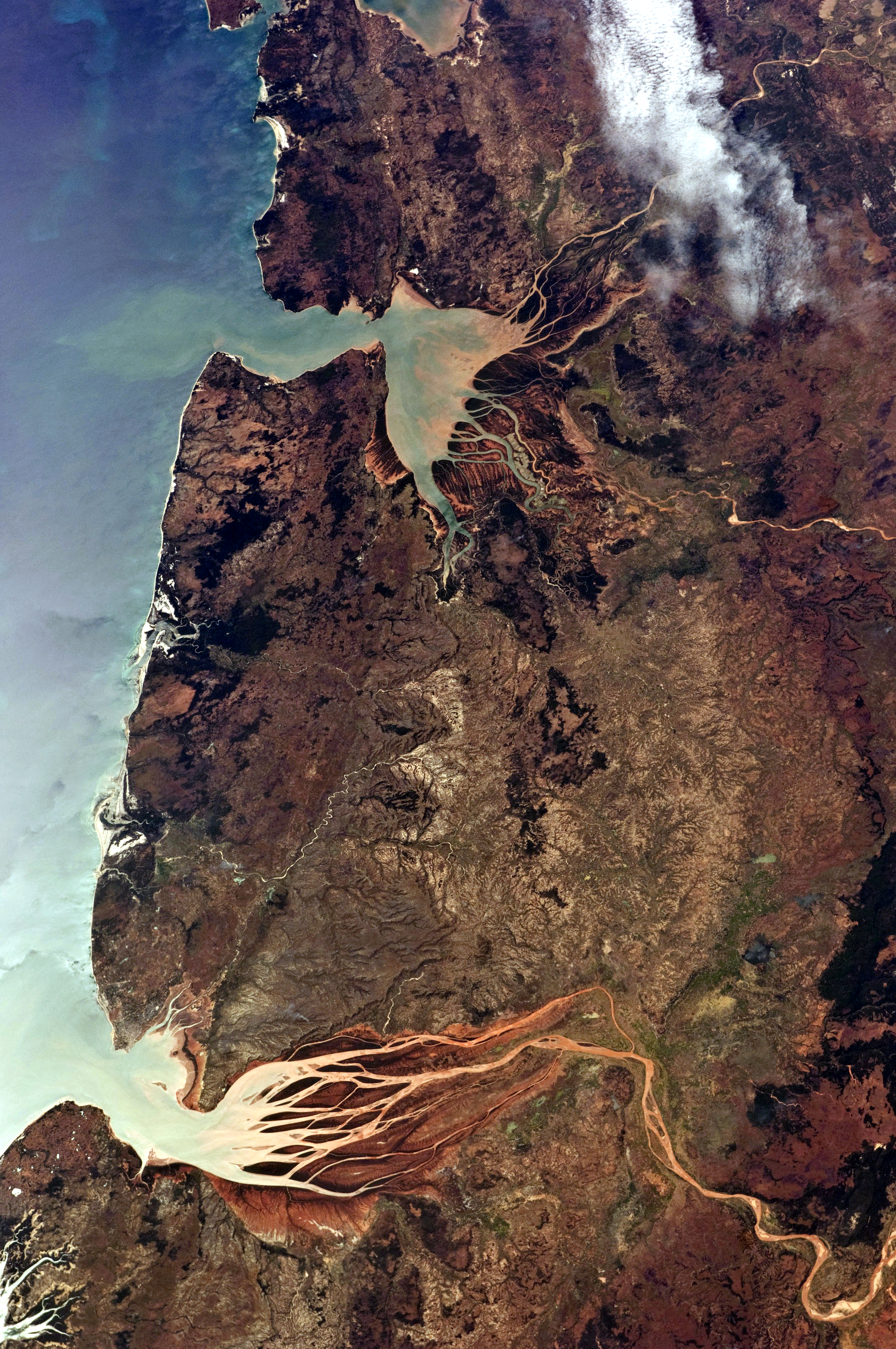
Această fotografie din spaațiu evidențiază două estuare de-a lungul coastei de nord-vest a Madagascarului
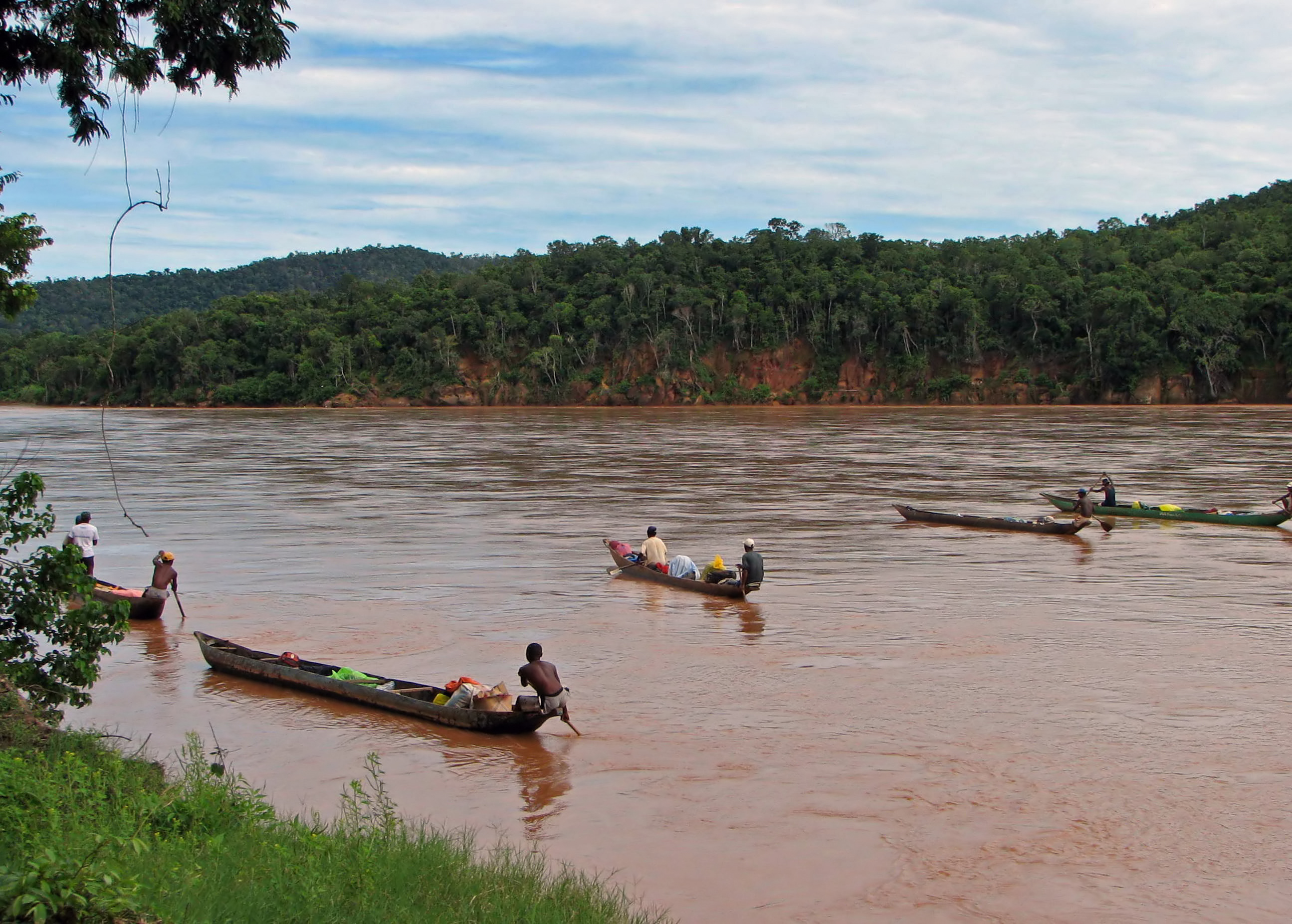
Râul Tsiribihina
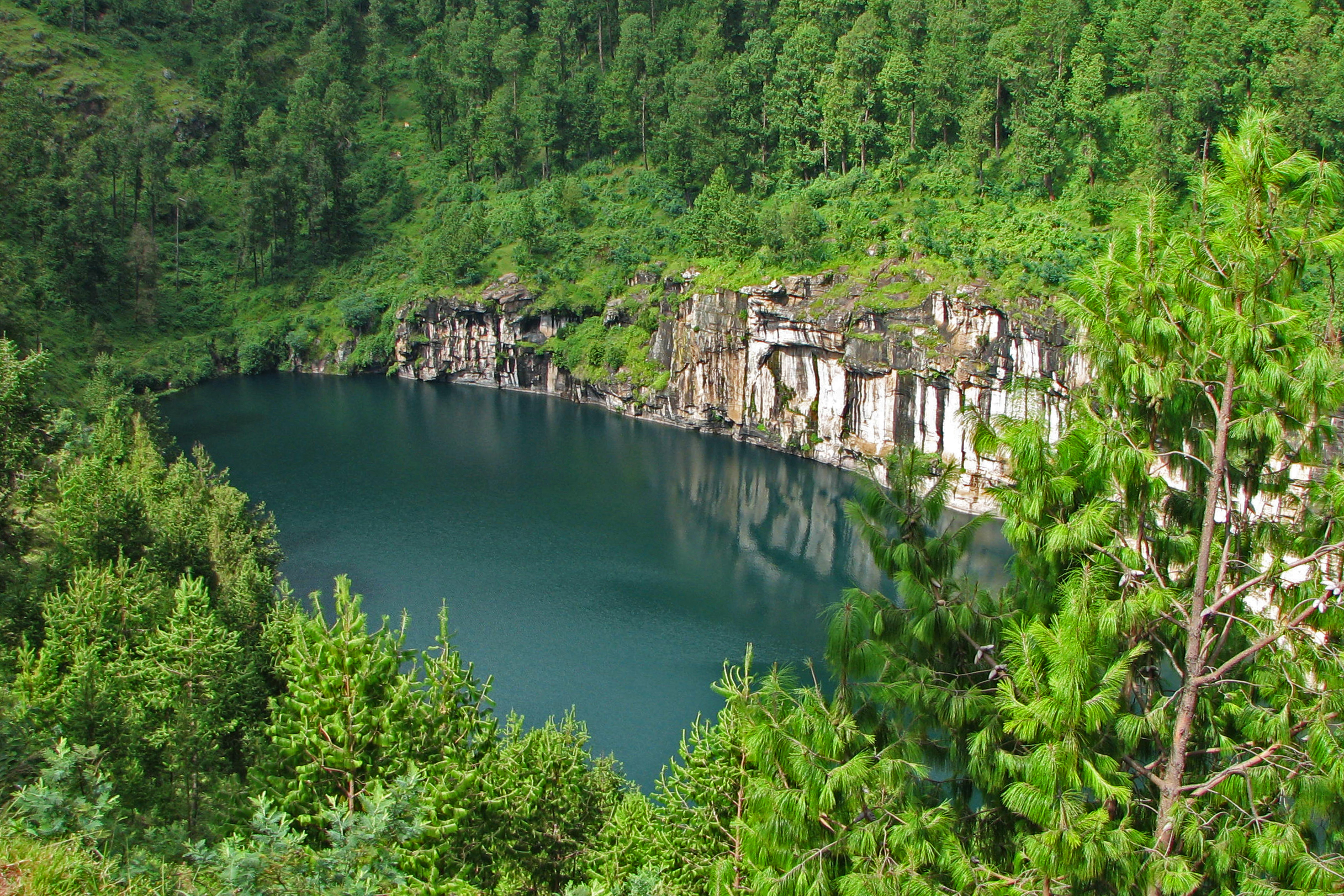
Lake Tritiva